# Качмашев, Егор Алексеевич
Егор Алексеевич Качмашев (род. 13 октября 2002, Берёзовский, Свердловская область) ― российский пловец в ластах, заслуженный мастер спорта России.

## Биография
Егор Качмашев родился 13 октября 2002 года в городе Берёзовском Свердловской области.

### Спортивная карьера
Егор Качмашев — воспитанник отделения подводного спорта Берёзовской детско-юношеской спортивной школы «Олимп». Подводным спортом занимается с 2009 года. С 2015 года тренируется у заслуженных тренеров РФ Марии Карасевой и Владислава Петрова.
В 2017 году выполнил норматив мастера спорта, выиграв первенство России. Был включён в сборную России. В том же году завоевал золото первенства мира.
По итогам 2018 года федерацией подводного спорта России был признан лучшим спортсменом-юниором страны.
В 2018 году был лучшим на первенстве Европы на дистанциях 50, 100 и 200 метров, а также в эстафетах 4х100, 4х200 и смешанной эстафете 4х50 м.
29 декабря 2018 года Егору Качмашеву было присвоено звание «Мастер спорта России международного класса».
В июне 2019 года в греческой Янине на чемпионате Европы стал пятикратным чемпионом Европы, двукратным рекордсменом мира среди юниоров. Он одержал победу на дистанциях 100 и 200 метров в ластах, был награждён золотом эстафет 4х50 в ластах, 4х200, 4х100 метров.
В августе 2019 года в египетском Шарм-эш-Шейхе на первенстве Мира завоевал 5 золотых и 1 серебряную медаль. Также установил два новый юношеских мировых рекорда на дистанции 50 метров и эстафете 4х50 метров плавание в ластах.
Приказом министра спорта № 173-нг от 4 декабря 2019 года Егору было присвоено почётное звание «Заслуженный мастер спорта России».
На чемпионате мира 2021 года завоевал два серебра и два золота в эстафетах.